# Вайсгорн
Вайсгорн, Вайссгорн (нім. Weisshorn, англ. White peak, дослівно «Білий пік») — вершина висотою 4 506 метрів у Пеннінських Альпах у Швейцарії, кантон Вале. Є сьомою за висотою вершиною в Альпах серед гір, відносна висота яких перевищує 100 метрів. Перше сходження на Вайсгорн було здійснено в 1861 році англійцем Джоном Тіндалем разом з провідниками Йоганном Йозефом Бенненом і Ульріхом Венгером.

## Фізико-географічна характеристика
Вершина Вайсгорн розташована в швейцарському кантоні Вале приблизно за 25 кілометрів на південь від річки Рона. Вершина є частиною гірського хребта, що тягнеться з півночі на південь, із заходу примикає до долини Аннів'є, а зі сходу до долини Маттерталь.
Вайсгорн має форму тригранної піраміди, розділеної гребенями, що спускаються від вершини до підніжжя (південним, східним і північним). Між східним і північним гребенями розташований льодовик Біс (Bisgletscher), що переходить до вершини в довгий крутий сніжний схил. Між східним і південним гребенями лежить льодовик Шалі (Schaligletscher). По всій довжині льодовик оточений стрімкими скелями. Західна сторона має більшу крутизну, ніж інші. Під західним схилом лежать льодовик Вайсгорн (Glacier du Weisshorn) і льодовик Момінг (Moming Glacier). На відстані приблизно півтора кілометра від вершини північний гребінь розгалужується на два, що йдуть на схід і на захід. Між ними розташований льодовик Туртманн (Turtmanngletscher). Східний гребінь веде до вершини Бісгорн (4153 метри над рівнем моря) .
У квітні і травні 1991 року на західному боці гори відбулися 2 зсуви. Зсуви знищили ключові дороги, зокрема автомобільну та залізничну дорогу на Церматт, а також перекрили русло річки Маттервіспа, що призвело до затоплення частини Ранди вище за течією річки. Природна катастрофа обійшлася без людських жертв, але інфраструктура регіону постраждала. За оцінками, вартість рятувальних і відновлювальних робіт перевершила 110 000 000 швейцарських франків. Після зсувів поверхня гори продовжувала поступово рухатися в бік Ранди. У зв'язку з цим, на базі Швейцарської вищої технічної школи Цюріха був організований спеціальний департамент, завданням якого стало проведення досліджень про причини і механізм подібних катастроф. На основі досліджень департаменту було випущено низку наукових робіт.

## Історія сходжень

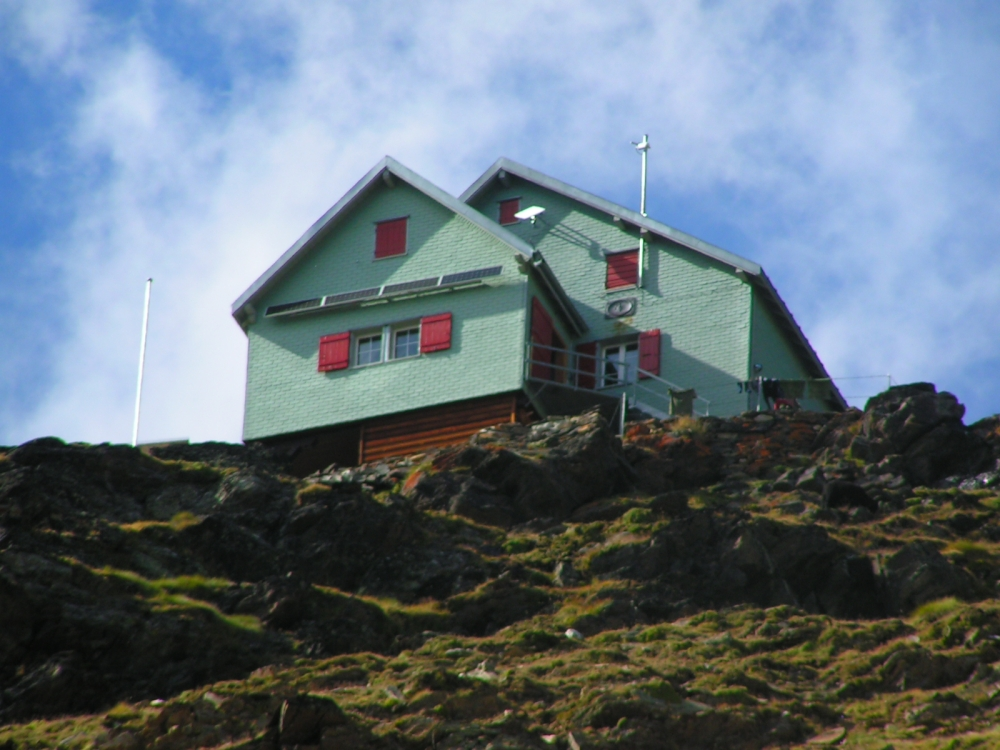
Хатина Вайсгорн, Ранда

### Першосходження
1 липня 1860 року К. Е. Метьюс, у супроводі швейцарського альпініста Мельхіора Андерегга і Йоганна Кроніґа як другого провідника, зробив спробу сходження по південно-східній стіні і, далі, по південному гребеню. Після проходження льодовика, вони вийшли на схил вершини, але на підході до гребеня зіткнулися з високим сніговим покривом (близько 10–12 дюймів). Після того, як поруч з ними зійшла лавина, викликана таненням снігу, альпіністи вирішили не ризикувати і повернутися назад в Церматт. Під час зворотного шляху також зійшло кілька лавин, але ніхто не постраждав.
Вайсгорн вперше був підкорений 19 серпня 1861 року 29-річним фізиком Джоном Тіндалем. Його супроводжували провідники Йоганн Йозеф Беннен і Ульріх Венгер. Їхній маршрут сходження зараз найбільш популярний: по східному гребеню від хатини Вайсгорн з боку села Ранда (Weisshorn Hut). Тіндаль з провідниками виступили з Ранди 18 серпня 1861 року в годину пополудні, і досягли вершини на наступний день після важкого сходження з короткою перервою на відпочинок вночі. Назад в Ранду вони повернулися об 11 годині після полудня 19 серпня.
Друге сходження було здійснено в 1862 році Леслі Стівеном. Стівену вдалося здійснити сходження за один день тим самим маршрутом, яким пройшов Тіндаль. Його супроводжували провідники Мельхіор Андерегг і Франц Біенер .

### Сходження по інших маршрутах

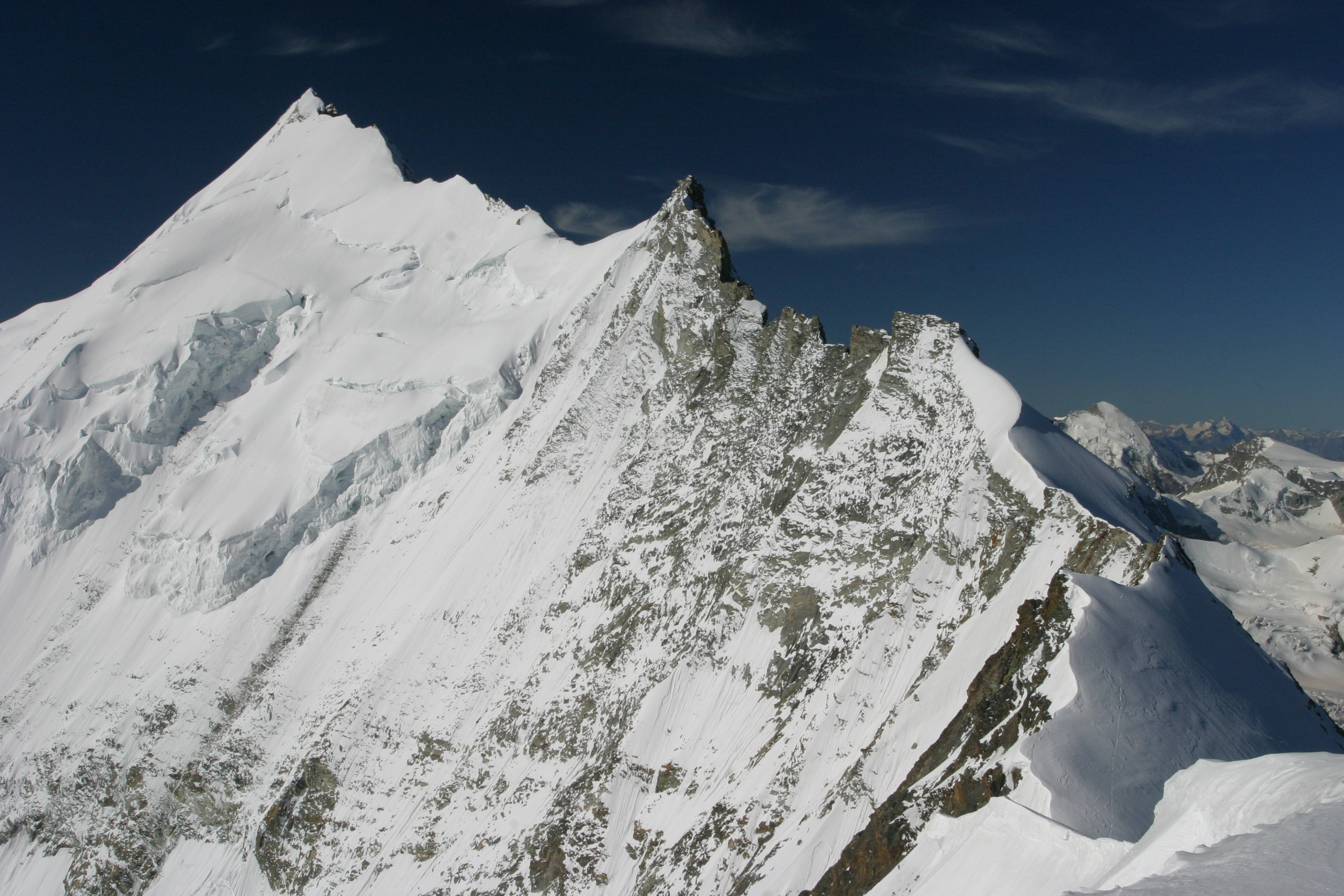
Північний гребінь Вайсгорна з вершиною Гран-Жандарм

У 1877 році В. Е. Давідсон, Дж. В. Гартлі і Х. С. Хоар з провідниками П. Рубі, Дж. Хуаном і А. Поллінгером здійснили сходження іншим маршрутом. Піднявшись по нижній частині південно-східної стіни до льодовика Шалі, вони вийшли на південно-західний гребінь і продовжили підйом по ньому. Повністю сходження з цього гребеня (нижня частина якого вважалася занадто складною і небезпечною) повністю було здійснено в 1895 році Дж. М. Бінером, А. Імбоденом і Е. Брумом. Південно-східна стіна була пройдена в 1906 році Дж. В. Янгом і Р. Г. Маєром з місцевим провідником Йозефом Кнубелем.
Перша вдала спроба сходження по льодовику на північно-східному схилі була здійснена в 1871 році Дж. Х. Кітсоном з провідником Крістіаном Альмером і його сином. Вони пройшли по стіні під вершиною Гран-Жандарм (Grand Gendarme) поблизу північного гребеня. Через деякий час їхній шлях повторили В. А. Б. Кулідж і Мета Бревоорт. У 1909 році Дж. В. Янг і Йозеф Кнубель пройшли стіну в її центральній частині.

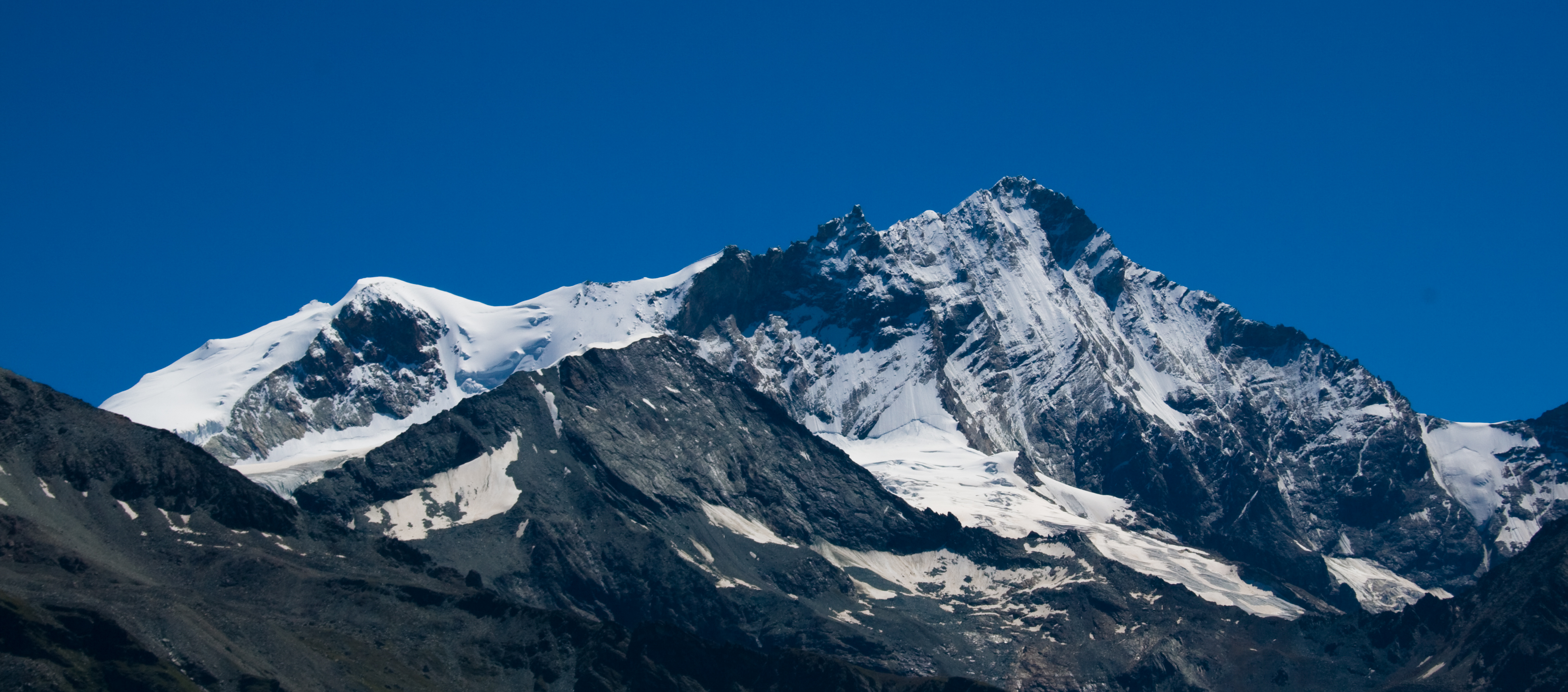
Західна стіна Вайсгорна з видом на Бісгорн

Західна стіна вперше була пройдена в 1879 році Г. А. Пассінгхамом з гідами Ф. Імсенгом і Л. Цурбрюкеном. Інші маршрути на цій стіні були прокладені в 1883 році і в 1889 році. Найпростіший маршрут по східній стіні був прокладений в 1890 році Дж. В. Янгом з Л. і Б. Фейтазами, які здійснили сходження під вершиною Гран-Жандарм, і отримав назву Younggrat .
Сама вершина Гран-Жандарм вперше була підкорена в 1898 році по північному гребеню. Місяцем пізніше, 21 вересня 1898, Х. Бієлі і Х. Бургенер пройшли повний траверс до Вайсгорна по північному гребеню від вершини Бісхорн.

### Невдалі спроби сходження
- 1888 рік. 18-річний альпініст Джордж Вінклер[de] загинув під час сходження лавини при спробі піднятися по західній стіні наодинці. Рятувальна група не виявила його тіла, яке було знайдено тільки в 1956 році на льодовику Вайсгорн[14][15].
- 1908 рік. Джон Гарфорт Кокін загинув при спробі сходження наодинці по південно-східній стіні[14].
- 1983 рік, 31 липня. Вертоліт повітряних сил Церматта Sud-Aviation Alouette III розбився в нічному польоті на льодовику Шалі. Вертоліт з пілотом, його помічником і гірським провідником був відправлений на пошуки двох зниклих альпіністів. За помилковим сигналом тривоги пілот спробував посадити вертоліт на льодовик на висоті 3160 метрів над рівнем моря. Вся команда отримала серйозні поранення, але провіднику і пілоту вдалося вижити. Двоє зниклих альпіністів пізніше були знайдені мертвими[16].
- 2013 рік, 17 серпня. Двоє альпіністів, 23-річний француз і 37-річний швейцарець, розбилися після успішного сходження на вершину Вайсгорн зі східного боку. Вони загинули під час спуску, недалеко від вершини Гран-Жандарм, внаслідок падіння з 300-метрової висоти[17].

## Маршрути сходжень
Всі маршрути сходження є складними. Класичний маршрут, який вважається найпростішим, починається від притулку Вайсгорн на східній стіні і йде по східному гребеню. Класичний маршрут має категорію III—IV за класифікацією UIAA (AD за класифікацією IFAS). Також на Вайсгорн можна піднятися з боку вершини Бісгорн по північному гребеню, від притулку Тракюіт (Tracuit Hut). До вершини Бісгорн шлях, який пролягає по льодовику, є відносно легким. Після Бісгорна підйом стає набагато складнішим, аж до вершини Вайсгорн, з проміжним сходженням на вершину Гран-Жандарм. Маршрут по північному гребеню має категорію III—IV за класифікацією UIAA, або AD+ за класифікацією IFAS. Маршрути по східному і північному гребенях є найпростішими, решта мають категорії IV і вище за класифікацією UIAA.